# Flanders Atletiekclub
Flanders Atletiekclub (FLAC) is een atletiekvereniging uit West-Vlaanderen. FLAC zag op 28 september 2000 officieel het levenslicht als fusie van 5 bestaande atletiekclubs in West-Vlaanderen, zijnde: Atletiekclub Ieper, Mandel Atletiekclub Izegem, Mandel Atletiekclub Izegem afdeling Roeselare, Hoppeland Poperinge en Athleoo Wervik. De club telt meer dan 800 aangesloten atleten en kan zich zo een van de grootste clubs in België noemen.

## Palmares op de Interclub
De club kende reeds heel wat succes in haar korte bestaan. Zo werd haar mannenteam drievoudig Belgisch Interclubkampioen in 2002, 2003 en 2004. Dit was nog geen enkele West-Vlaamse club gelukt.
|         | jaar             |
| ------- | ---------------- |
| vrouwen | -                |
| Mannen  | 2002, 2003, 2004 |

## Bekende atleten
- Michaël Bultheel
- Piet Deveughele